# Station Glattfelden
Station Glattfelden is een Zwitsers spoorwegstation in de gemeente Bülach aan de spoorlijn Winterthur - Koblenz.
Het is een 2-sporig station en ligt ver van het dorp Glattfelden af. Daarom wordt het station medio 2014 gesloopt. Het station ligt op een hoogte van 410 m.ü.M. ten zuidoosten van de gemeente.